# Mertensophryne loveridgei
Espèce
Synonymes
- Stephopaedes loveridgei Poynton, 1991

Statut de conservation UICN

 LC  : Préoccupation mineure
Mertensophryne loveridgei est une espèce d'amphibiens de la famille des Bufonidae.

## Répartition
Cette espèce est endémique du Sud-Est de la Tanzanie. Elle se rencontre dans les régions de Lindi, de Morogoro et de Pwani jusqu'à 100 m d'altitude au Sud du Rufiji, des collines de Kichi au plateau de Rondo, et dans les terres à Mahenge et dans la vallée du Kilombero.

## Étymologie
Cette espèce est nommée en l'honneur de l'herpétologiste américain Arthur Loveridge (1891-1980).

## Publication originale
- Poynton, 1991 : Amphibians of southeastern Tanzania, with special reference to Stephopaedes and Mertensophryne (Bufonidae). Bulletin of the Museum of Comparative Zoology, vol. 152, p. 451–473 (texte intégral).